# 不動產抵押貸款證券
不動產抵押貸款證券（英語：Mortgage-backed security，簡稱MBS），又稱不動產擔保證券、抵押擔保證券，是資產擔保證券（ABS）的一種，將以不動產為抵押的貸款證券化後，以打包形式在市場上交易的工具。
MBS在次貸危機中佔有很重要的角色。